# Симфоремовые
Симфоре́мовые (лат. Symphorematoideae) — подсемейство двудольных растений в составе семейства Яснотковые (Lamiaceae).

## Описание
Ползучие кустарники. Листья супротивные, цельные с зубчатым краем. Черешок имеется.  Цветки сидячие, собраны в цимозное соцветие (метелках или тирс) по 3–7 штук. Чашечка обычно актиноморфная состоит из 5—8 лопастей. Доли лопастей иногда двураздельные. Венчик актиноморфный, 5–16-лопастный. Тычинок от 4 до 18. Плоды, обычно сухие не растрескивающиеся. В диплоидном наборе от 24 до 36 хромосом.

## Классификация
Семейство включает в себя около 3 родов и около 14—17 видов. Долгое время подсемейство включали в состав семейства вербеновые. Некоторые авторы рассматривают эту группу как отдельное семейство Symphoremataceae.
- Congea Roxb.
- Sphenodesme Jack
- Symphorema Roxb. — Симфорема

## Распространение
Представители подсемейства встречаются в Китае, Индии и Юго-Восточной Азии